# Péninsule de Delmarva
La péninsule de Delmarva est une large péninsule sur la côte Est des États-Unis, bordée par la baie de Chesapeake à l'ouest ; la Delaware, la baie de la Delaware et l'océan Atlantique à l'est. Elle est orientée Nord-Sud et fait presque 300 km de longueur sur 100 km de large et est répartie entre trois États : le Maryland (à l'ouest et au sud-est), le Delaware (au nord-est) et la Virginie (au sud).
L'isthme au nord de la péninsule est coupée par le canal Chesapeake & Delaware. Plusieurs ponts traversent ce canal, tandis que le pont de la baie de Chesapeake et le pont-tunnel de Chesapeake Bay rejoignent respectivement le Maryland et la Virginie. Parmi d'autres points d'accès, on trouve aussi Lewes (Delaware) accessible par traversier depuis Cape May (New Jersey).
Dover, capitale du Delaware est la plus grande ville de la péninsule mais le principal centre d'activités est Salisbury, près du centre de la péninsule. En incluant les petites îles au large (la plus grande est Kent Island rattachée au Maryland), la superficie totale de la péninsule est de 14 127,044 km². Sa population était au recensement de 2000 de 681 030 habitants.
Grossièrement, le sud de Wilmington marque la ligne de démarcation entre le plateau du Piémont et la plaine côtière atlantique, zone plane et sablonneuse avec très peu de collines.

## Origine du nom
Delmarva est un mot-valise composé de lettres du nom des trois États occupant la péninsule : Delaware, Maryland et Virginia. Les premiers usages de ce nom semblent avoir été commerciaux, par exemple la société The Delmarva Heat, Light, and Refrigerating Corp. existait déjà en 1913. Mais l'usage du terme ne s'est généralisé que dans les années 1920.

## Histoire

### Pré-colonisation
Certaines études ont montré que les Amérindiens ont habité la péninsule d'environ 10 000 av. J.-C. à 8 000 av. J.-C. depuis la dernière période glaciaire.
Des recherches récentes indiquent que les Paléoaméricains ont habité le Maryland pendant la période pré-Clovis (plus de 11 000 av. J.-C.). Les sites archéologiques de Miles Point, Oyster Cove et Cator's Cove sur la plaine côtière de la péninsule de Delmarva aident à documenter une présence pré-Clovis dans la région de l'Atlantique moyen. Ainsi, ces sites suggèrent une présence humaine dans la région de l'Atlantique moyen lors du dernier maximum glaciaire.
En 1970, un outil en pierre (un biface) censé ressembler à des outils en pierre solutréenne a été dragué par le chalutier Cinmar au large de la côte est de la Virginie dans une zone qui aurait été une terre ferme avant la montée du niveau de la mer au Pléistocène. Les recherches ont également permis de retrouver les restes d'un mastodonte datant d’il y a 22 000 ans . En outre, plusieurs sites archéologiques sur la péninsule de Delmarva avec une datation suggestive (mais non définitive) entre 16 000 et 18 000 ans ont été découverts par Darrin Lowery de l'Université du Delaware. Ces facteurs ont conduit Stanford et Bradley à réitérer en 2014 leur plaidoyer académique sur les peuples de la période pré-Clovis en Amérique du Nord et leur lien possible avec les Européens paléolithiques.

### Modes de vie
Les établissements autochtones se sont déplacés selon les conditions naturelles. Ils ont établi des villages (des groupes dispersés de maisons de chaume et de jardins cultivés) où les conditions étaient favorables à l'agriculture. Au printemps, ils plantaient des cultures dont les femmes et les enfants s'occupaient pendant que les hommes chassaient et pêchaient. À l'automne se déroulaient les récoltes. Le stockage de la nourriture se faisait dans des paniers ou des fosses souterraines. Pendant les rigoureux hivers, des communautés entières se déplaçaient vers des zones de chasse, à la recherche de cerfs de lapins et d'autres gibiers qui les maintenaient en vie jusqu'à la saison de pêche du printemps. Lorsque les terres agricoles autour de leurs villages sont devenues moins productives (les habitants ne pratiquaient pas la rotation des cultures) les autochtones abandonnaient le site et se déplaçaient vers un autre endroit.

### Populations
Les principaux peuples autochtones du côté océanique de la péninsule inférieure avant l'arrivée des Européens étaient les Assateague, les Transquakin, les Choptico, les Moteawaughkin, les Quequashkecaquick, les Hatsawap, les Wachetak, les Marauqhquaick et les Manaskson. Leurs territoires et leurs populations allaient du cap Charles, en Virginie, à l’exutoire de la rivière Indian dans le Delaware.
La péninsule supérieure et la rive de la baie de Chesapeake était occupée par des peuples de langue Nanticoke tels que les Nentigo et les Choptank. Les Assateague et les Nentigo ont conclu un certain nombre de traités avec la colonie du Maryland, mais les terres ont été progressivement prises et ces traités ont été dissous à l'usage des colons. Les peuples autochtones de la péninsule se sont assimilés à d'autres tribus algonquiennes aussi loin au nord que l'Ontario.
Actuellement, la péninsule se trouve sur le territoire traditionnel et non cédé des peuples Piscataway, Nentego et Lenape,,.

### La colonisation
En 1566, une expédition envoyée depuis la Floride espagnole par Pedro Menéndez de Avilés atteint la péninsule de Delmarva. L'expédition se composait de deux frères dominicains, de trente soldats et d'un garçon indigène de Virginie, Don Luis, dans le but d'établir une colonie espagnole dans la baie de Chesapeake. À l'époque, les Espagnols pensaient que la baie était une ouverture vers le légendaire passage du Nord-Ouest. Cependant, une tempête a contrecarré leurs tentatives d'établir une colonie . La zone a été colonisée pour la première fois par la Compagnie néerlandaise des Indes occidentales en 1631 sous le nom de Zwaanendael. Cette colonie a duré un an avant qu'un différend avec la population indigène ne conduise à sa destruction. En 1638, la Nouvelle Suède a été par la colonisation de la partie nord et océanique de la péninsule, ainsi que la vallée du fleuve Delaware. Finalement, les Hollandais, qui avaient soutenu que leur revendication sur le Delaware provenait de la colonie de 1631, ont repris la vallée et l’ont incorporé la colonie dans la colonie de New Netherland.
Cependant, peu de temps après, le Delaware passa sous contrôle britannique en 1664. Jacques Ier d'Angleterre avait accordé à la Virginie 400 milles de côte atlantique centrés sur le cap Comfort, s'étendant à l'ouest jusqu'à l'océan Pacifique à une compagnie de colons dans une série de chartes de 1606 à 1611. Cela comprenait un morceau de la péninsule. La terre a été transférée du duc d'York à William Penn en 1682 et a été gouvernée par la Pennsylvanie. La frontière exacte a été déterminée par la Cour de la chancellerie en 1735. En 1776, les comtés de Kent, New Castle et Sussex ont déclaré leur indépendance de la Pennsylvanie et sont entrés aux États-Unis en tant qu'État de Delaware.
Dans la Charte du Maryland de 1632, le roi Charles Ier d'Angleterre accorda « toute cette partie de la péninsule, ou Chersonèse, située dans les parties de l'Amérique, entre l'océan à l'est et la baie de Chesapeake à l'ouest, divisée du résidu de celle-ci par une ligne droite tirée du promontoire, ou cap, appelé Watkin's Point, situé sur la baie susmentionnée, près de la rivière Wigloo, à l'ouest, jusqu'à l'océan à l'est; et entre cette frontière au sud, jusqu'à cette partie de la baie de Delaware au nord, qui se situe sous le quarantième degré de latitude nord, où se termine la Nouvelle-Angleterre » à Cecil Calvert, 2e baron Baltimore, en tant que colonie du Maryland.
Cela aurait inclus tout le Delaware actuel; cependant, une clause de la charte n'accordait que la partie de la péninsule qui n'avait pas déjà été colonisée par les Européens en 1632. Plus d'un siècle plus tard, il a été décidé dans l'affaire Penn v Lord Baltimore que, parce que les Hollandais avaient colonisé Zwaanendael en 1631, la partie de la charte du Maryland accordant le Delaware au Maryland était nulle.

## Divisions politiques
- La frontière entre le Maryland et le Delaware consiste en une ligne transpéninsulaire est-ouest suivant le 38° 27′ 21″ de latitude nord depuis la côte atlantique jusqu'au niveau du 75° 47′ 18″ de longitude ouest qu'elle suit formant la section nord-sud de la ligne Mason-Dixon, s'étendant ainsi jusqu'au Twelve-Mile Circle, qui forme la frontière entre le Delaware et la Pennsylvanie.
- La frontière entre le Maryland et la Virginie sur la péninsule est une ligne droite calculée de l'océan Atlantique au nord de la localité virginienne de Greenbackville jusqu'au Pocomoke puis qui suit alors ce fleuve sur 5,5 km jusqu'à la baie de Chesapeake.

## Hydrologie
Les principaux cours d'eau sont orientés Nord-Est/Sud-Ouest et se jettent tous dans la baie de Chesapeake. Il s'agit du Nord au Sud de :
- Elk River, 24 km
- Sassafras River, 35 km
- Chester River, 69 km
- Choptank, 114 km
- Nanticoke River, 103 km
- Pocomoke River, 106 km

## Trekking
La péninsule de Delmarva est le point de départ de la American Discovery Trail, qui va jusqu'en Californie.